# Quiéry-la-Motte
Quiéry-la-Motte ist eine französische Gemeinde mit 711 Einwohnern (Stand 1. Januar 2022) im Département Pas-de-Calais in der Region Hauts-de-France. Sie gehört zum Arrondissement Arras und zum Kanton Brebières (bis 2015 Vimy).
Das Gemeindegebiet wird vom Bach Escrebieux durchquert.

## Weblinks

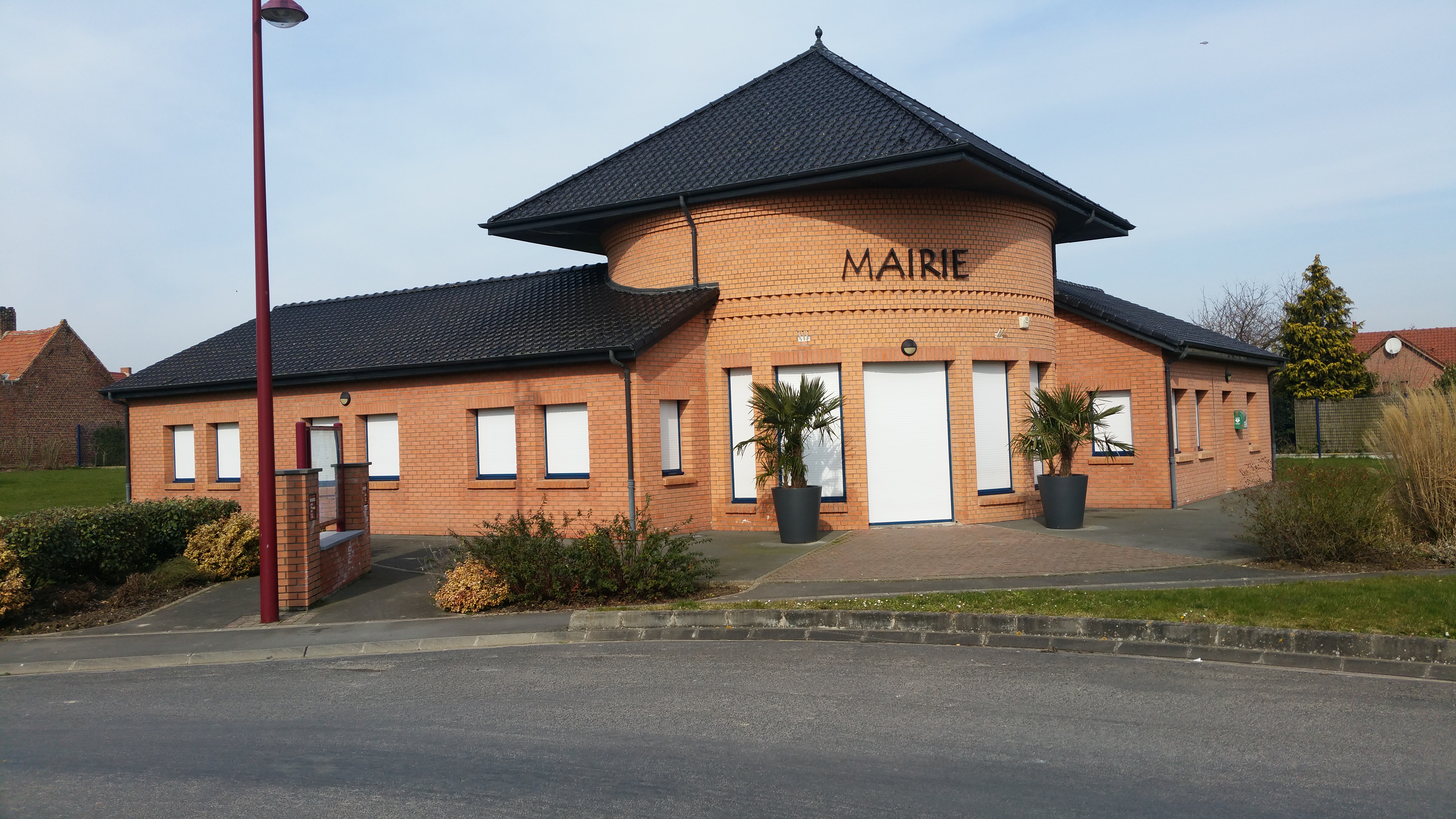
Mairie Quiéry-la-Motte

## Bevölkerungsentwicklung
| Jahr      | 1962 | 1968 | 1975 | 1982 | 1990 | 1999 | 2007 | 2013 |
| Einwohner | 563  | 568  | 673  | 701  | 769  | 775  | 744  | 737  |